# Kalle Ankas dagbok
Kalle Ankas dagbok (engelska: Donald's Diary) är en amerikansk animerad kortfilm med Kalle Anka från 1954.

## Handling
Kalle Anka skriver dagbok och berättar med en normal röst om sitt kärleksförhållande med Kajsa Anka. Han skriver bland annat om deras bröllopsplaner och om sina drömmar om hur bröllopet kan se ut.

## Om filmen
Filmen hade svensk premiär den 14 mars 1955 på biografen Spegeln i Stockholm.
Filmen har givits ut på VHS och finns dubbad till svenska.

## Rollista
- Clarence Nash – Kalle Anka, Knatte, Fnatte och Tjatte
- Vivi Janiss – Kajsa Anka
- June Foray – Kajsas mamma
- Leslie Danison – Kalles inre tankar/berättare[7]